# Geranium polyanthes
Geranium polyanthes là một loài thực vật có hoa trong họ Mỏ hạc. Loài này được Edgew. & Hook.f. mô tả khoa học đầu tiên năm 1874.